# Rotastruma recava

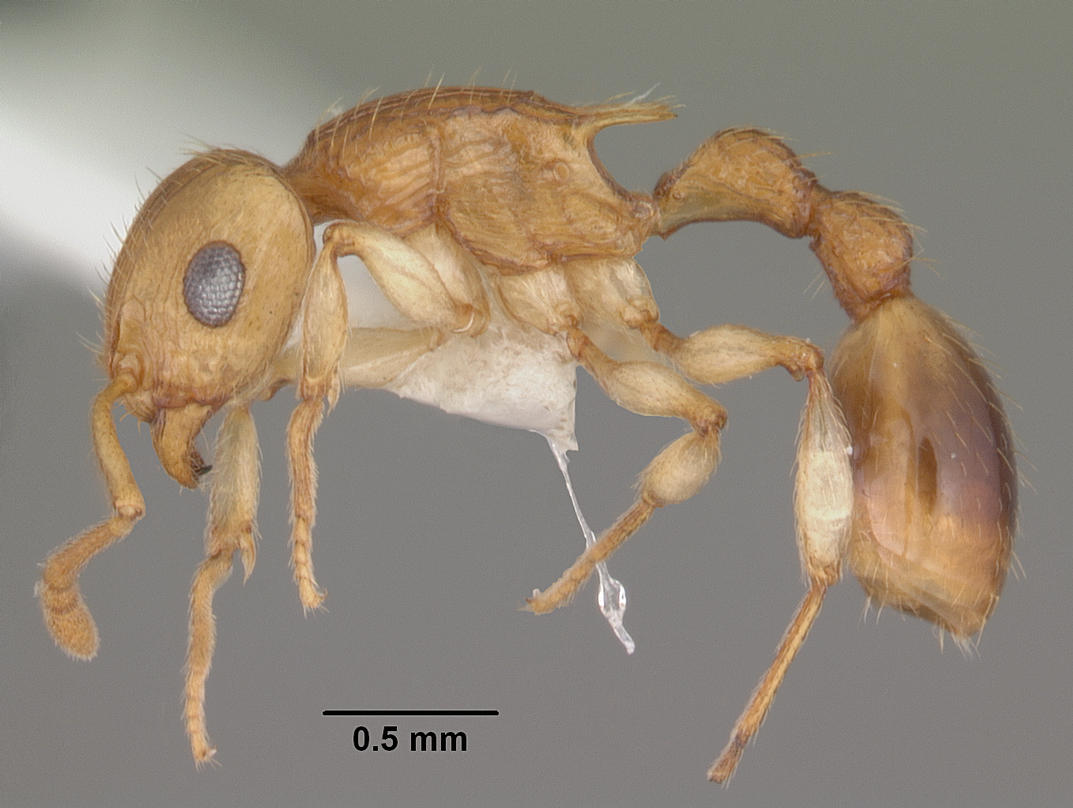
Rotastruma recava

Rotastruma recava (лат.) — вид мелких муравьёв рода Rotastruma из подсемейства Myrmicinae (Formicidae).

## Распространение
Юго-Восточная Азия: заповедник Букит-Тимах (Сингапур), Саравак (остров Калимантан, Малайзия).

## Описание
Мелкие муравьи (длина около 3—4 мм) жёлто-рыжего цвета. От близких видов отличаются следующими признаками: при виде головы анфас затылочный край заметно вогнут, бока головы выпуклые. Булава 12-члениковых усиков состоит из 3 сегментов. Нижнечелюстные щупики 5-члениковые, нижнегубные щупики состоят из 3 сегментов. Жвалы треугольные, с 6 зубцами, уменьшающимися в размере от апикального до базального. Наличник со срединным продольным килем; передний край клипеуса с парой волосков около средней точки. Срединная часть наличника широкая кзади, широко вставляется между лобными долями. Лобные доли узкие. Голени средних и задних ног без шпор. Стебелёк между грудкой и брюшком состоит из двух члеников: петиолюса и постпетиолюса (последний четко отделен от брюшка), жало развито.

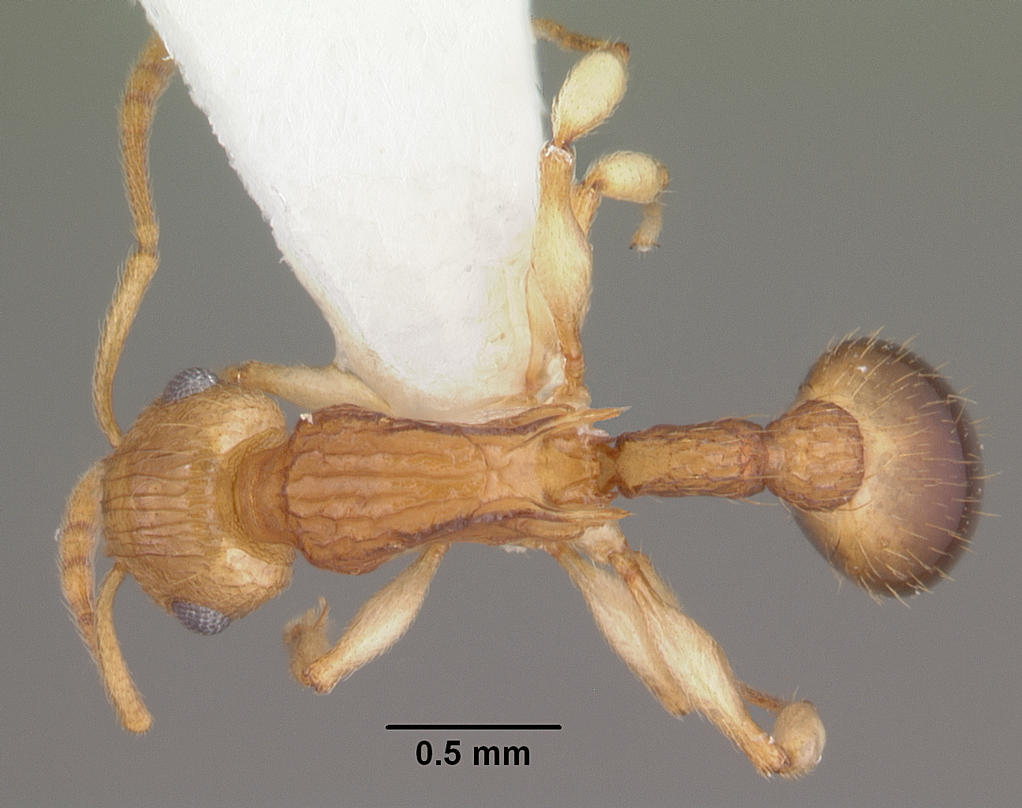
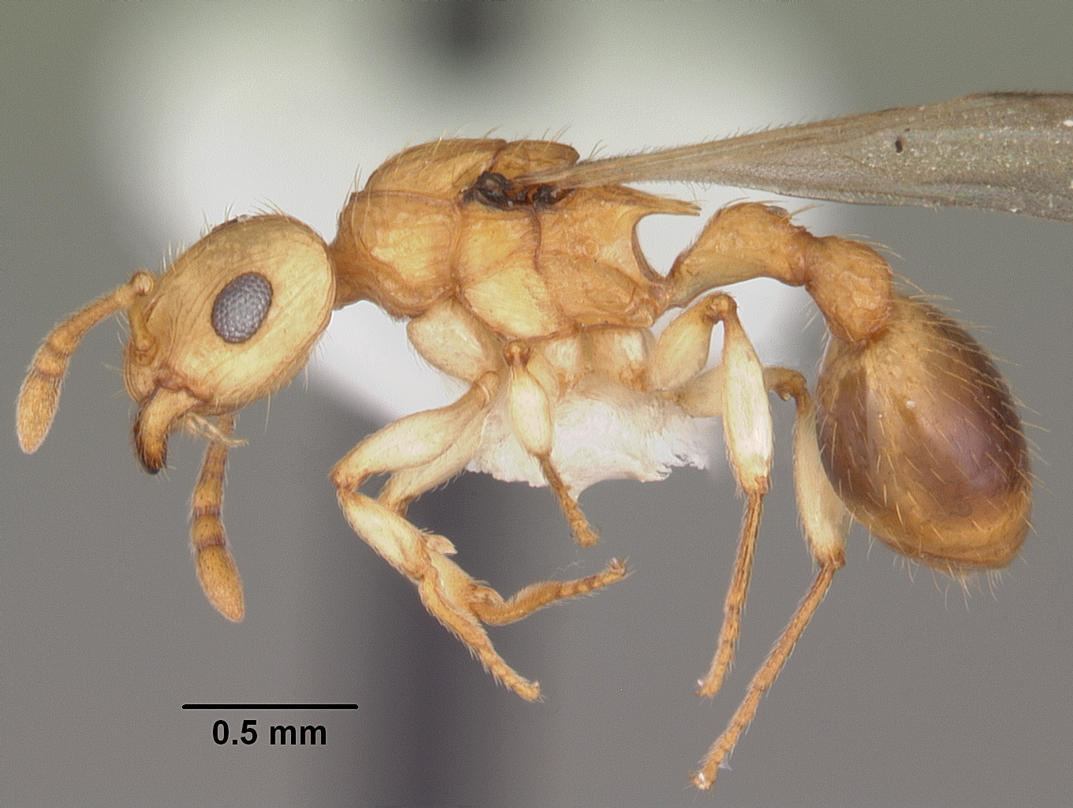
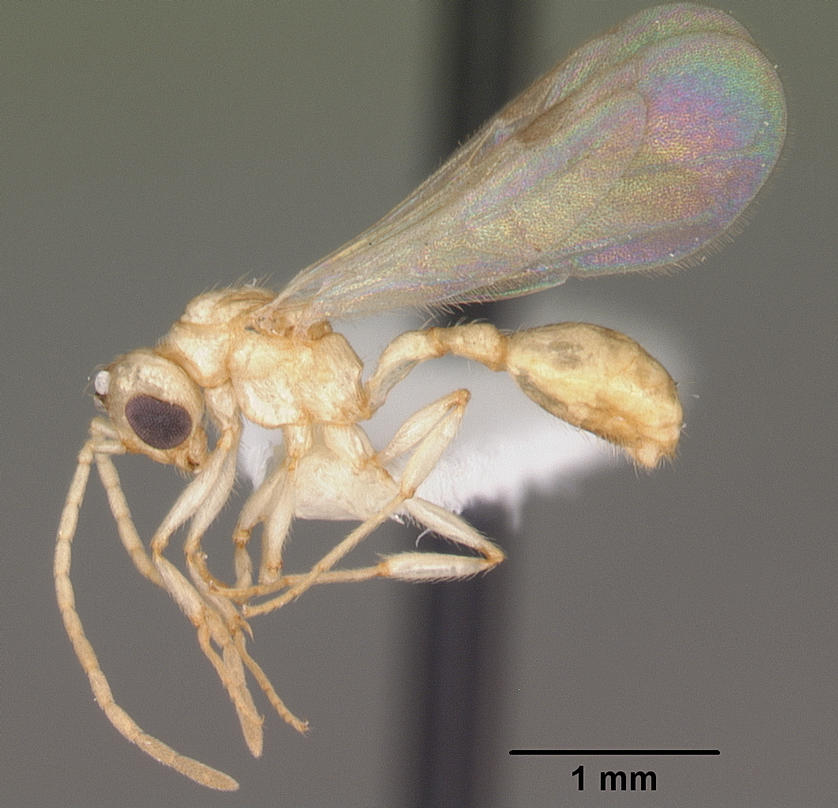
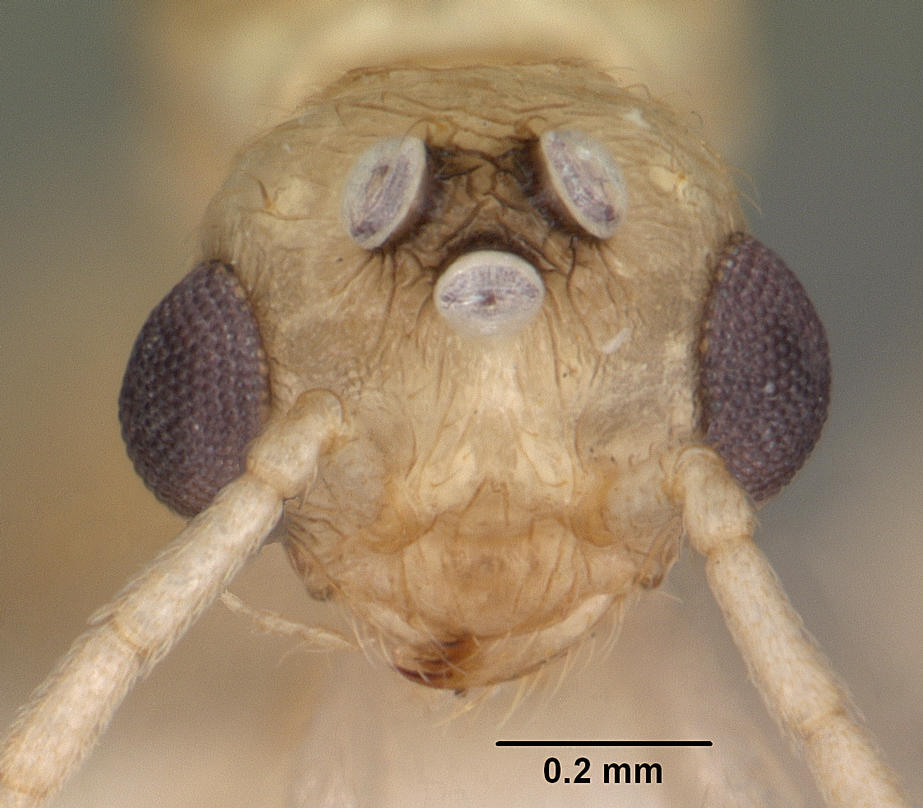

## Систематика
Вид был впервые описан в 1991 году британским мирмекологом Барри Болтоном (Британский музей естественной истории, Лондон) в качестве типового вида рода, который относится к трибе Crematogastrini (ранее в Formicoxenini).